# Јасинец
Јасинец (укр. Ясинець) село је у Украјини. Налази се на 141 метара надморске висине.
У овом месту живи 544 становника. Село је основано 1610.